# Bogdanów (Basse-Silésie)
Pour les articles homonymes, voir Bogdanów.
Bogdanów est une localité polonaise de la gmina de Kostomłoty, située dans le powiat de Środa Śląska en voïvodie de Basse-Silésie.